# Bharat Sanchar Nigam
 (octobre 2024).
Si vous disposez d'ouvrages ou d'articles de référence ou si vous connaissez des sites web de qualité traitant du thème abordé ici, merci de compléter l'article en donnant les références utiles à sa vérifiabilité et en les liant à la section « Notes et références ».
Bharat Sanchar Nigam Limited, plus souvent appelée BSNL, est une des plus importantes entreprises de télécommunication publique indienne, basée à New Delhi.
Avec l'avènement des nouvelles technologies, BSNL est contraint d'arrêter son service de télégraphie, vieux de 160 ans, le 15 juillet 2013.